# Янушно
Янушно (пол. Januszno) — село в Польщі, у гміні Пйонки Радомського повіту Мазовецького воєводства.
Населення — 352 особи (2011).

## Демографія
Демографічна структура станом на 31 березня 2011 року:
|          | Загалом | Допрацездатний вік | Працездатний вік | Постпрацездатний вік |
| -------- | ------- | ------------------ | ---------------- | -------------------- |
| Чоловіки | 175     | 29                 | 122              | 24                   |
| Жінки    | 177     | 41                 | 91               | 45                   |
| Разом    | 352     | 70                 | 213              | 69                   |